# Marcus Bergholtz
Marcus Edvin Bergholtz (sinh ngày 15 tháng 12 năm 1989 ở Örkelljunga) là một cầu thủ bóng đá người Thụy Điển thi đấu cho GAIS ở vị trí tiền vệ.

## Sự nghiệp
Anh bắt đầu sự nghiệp ở Ekets GoIF ở Eket, gần Örkelljunga phía Bắc Skåne. Anh có màn ra mắt cho Helsingborg năm 2008, đá 13 trận ở Allsvenskan. Vào ngày 15 tháng 8 năm 2012 he chuyển đến Östers IF.